# Železnice Slovenskej republiky
Železnice Slovenskej republiky (ŽSR) este societatea de infrastructură feroviară din Slovacia.